# Dům U Černého koníčka
Dům U Černého koníčka je klasicistní budova na Malém náměstí v Praze. Sousedí s domem U Zlatého orla a domem U Zlaté koruny, zvaným též U Bílého koníčka. Vystavěn byl na začátku 15. století.

## Popis
Půdorys domu je tvořen obdélníkem v zadní části odbočujícím doprava. Uprostřed něho se nachází malé nádvoří. Budova má především vysoké průčelí do jižní strany Malého náměstí, které je nahoře zakončeno trojúhelníkovým štítem, na jihu je pak napojena na úzkou uličku Hlavsovu. Hlavní střecha je sedlová s hřebenem kolmým k náměstí.

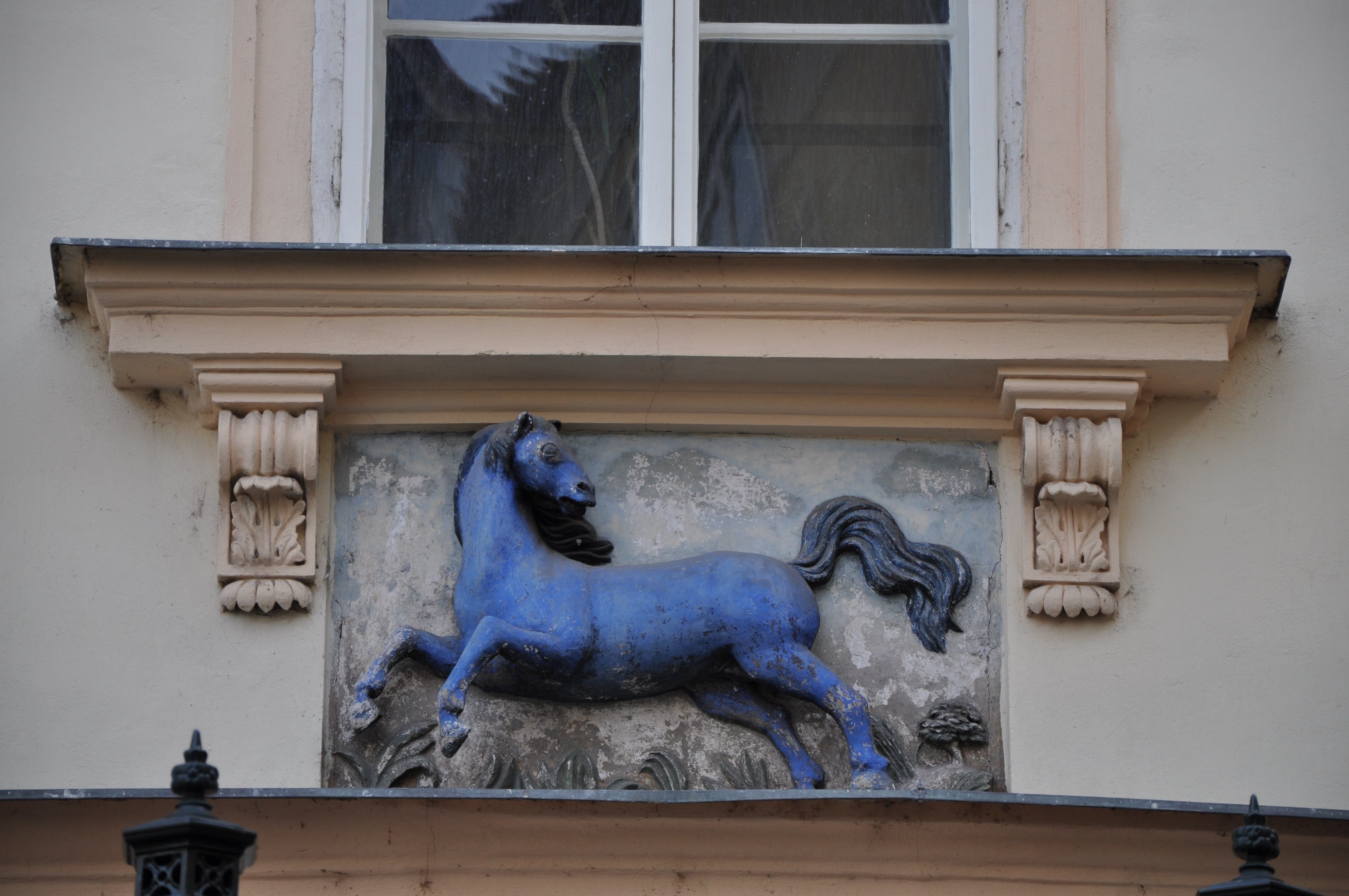
Domovní znamení

Budova má pět podlaží: sklepy, přízemí a tři patra. V přízemí jsou dveře a skleněná výloha, v každém patře je trojice oken, jež vždy vypadá jinak. Okna v prvním patře mají trojúhelníkové štíty, okna v druhém patře jsou zdobena stříškovitými římsami a okna ve třetím patře jsou chráněna úzkou kšiltovitou střechou. Nad těmito okny se nachází ještě jedno okno, jež má tvar roztáhlého půlkruhu.
Dům sestává z hlavní budovy, dvorního renesančního křídla a gotického stavení uzavírajícího dvorek. Pod prostředním oknem prvního patra se nachází barokní reliéf modrého koně běžícího doleva, s hlavou hladící vzad.
Celková plocha domu (i s nádvořím) je 535 m², tedy přibližně pět arů.

## Historie
Dům byl vystavěn v letech 1409–1429. Před rokem 1558 byl rozšířen, v období 1601–1617 proběhla hlavní renesanční přestavba, během níž bylo přistavěno dvorní křídlo. Třetí patro je doloženo až roku 1814. Hlavní fasáda pochází z 20. let dvacátého století.